# Banitsa
La banitsa (in bulgaro: баница, spesso viene traslitterato anche come banica o banitza) è un piatto tradizionale della Bulgaria.
Diffusa in tutta la zona dei Balcani, come molti piatti tradizionali assume nomi leggermente diversi a seconda della zona di produzione:  in Budjak, nella Macedonia del Nord e nella Serbia sud-orientale, è conosciuta come gibanica; è chiamata anche milina dai bulgari che vivono in Ucraina.

## Preparazione

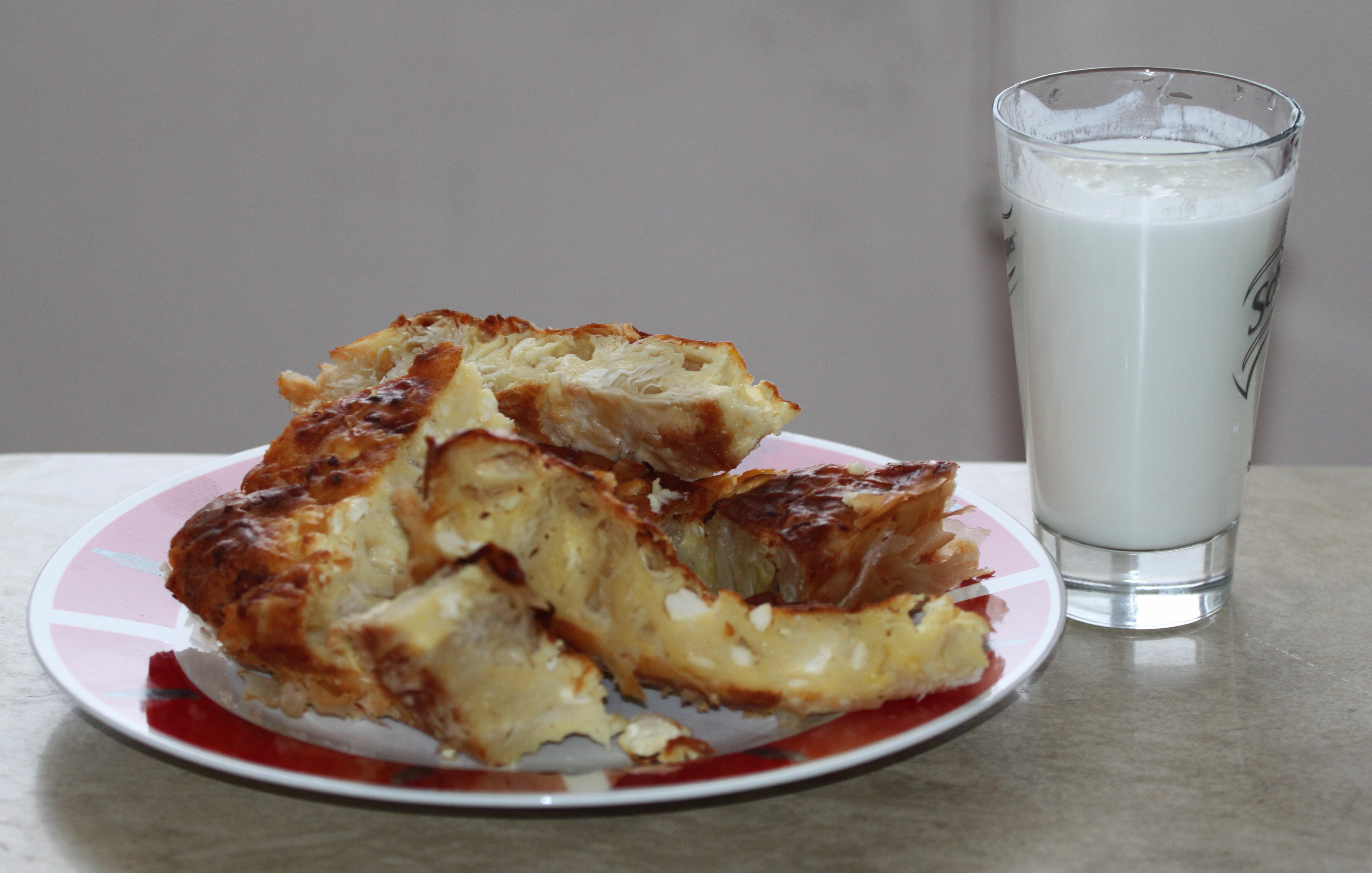
Banitsa e yogurt

La banitsa viene preparata aggiungendo una mistura di uova sbattute, pezzi di sìrene (un formaggio bulgaro, simile alla feta) tra dei fogli di pasta fillo e cuocendola al forno.

Il ripieno tradizionale è composto da formaggio bianco sminuzzato (sirene, feta), yogurt e uova. A volte allo yogurt viene aggiunto del bicarbonato di sodio,] che ha una azione lievitante (poiché il bicarbonato di sodio reagisce con l'acido dello yogurt). L'aggiunta di bicarbonato di sodio rende il ripieno più soffice.
I ripieni di verdure includono spinaci, acetosa, bietole, foglie di barbabietola, ortica, foglie di ravanello, porro, cipolla e la parte verde dei porri, prezzemolo, cavolo o crauti. Tutte queste varianti, compreso il cavolo, si chiamano zelnik (зелник), dalla parola зелен (zelen) 'verde'. La variante con il porro si chiama praznik (празник) e la variante con la cipolla si chiama luchnik (лучник).
In alcune regioni della Bulgaria il ripieno è a base di riso. Esistono anche ripieni di carne con carne macinata, cipolle e funghi. Esistono anche ripieni dolci alle mele (simili alla torta di mele o allo strudel) o alla zucca con zucchero, noci e cannella.  La variante con la mela si chiama shtrudel (щрудел), mentre la variante con la zucca è detta tikvenik (тиквеник).
La versione moderna della Banitsa dolce "млечна баница" (mlechna banitsa) si prepara intingendo la pasta fillo in una mistura di latte con zucchero, uova e vaniglia.

## Consumo

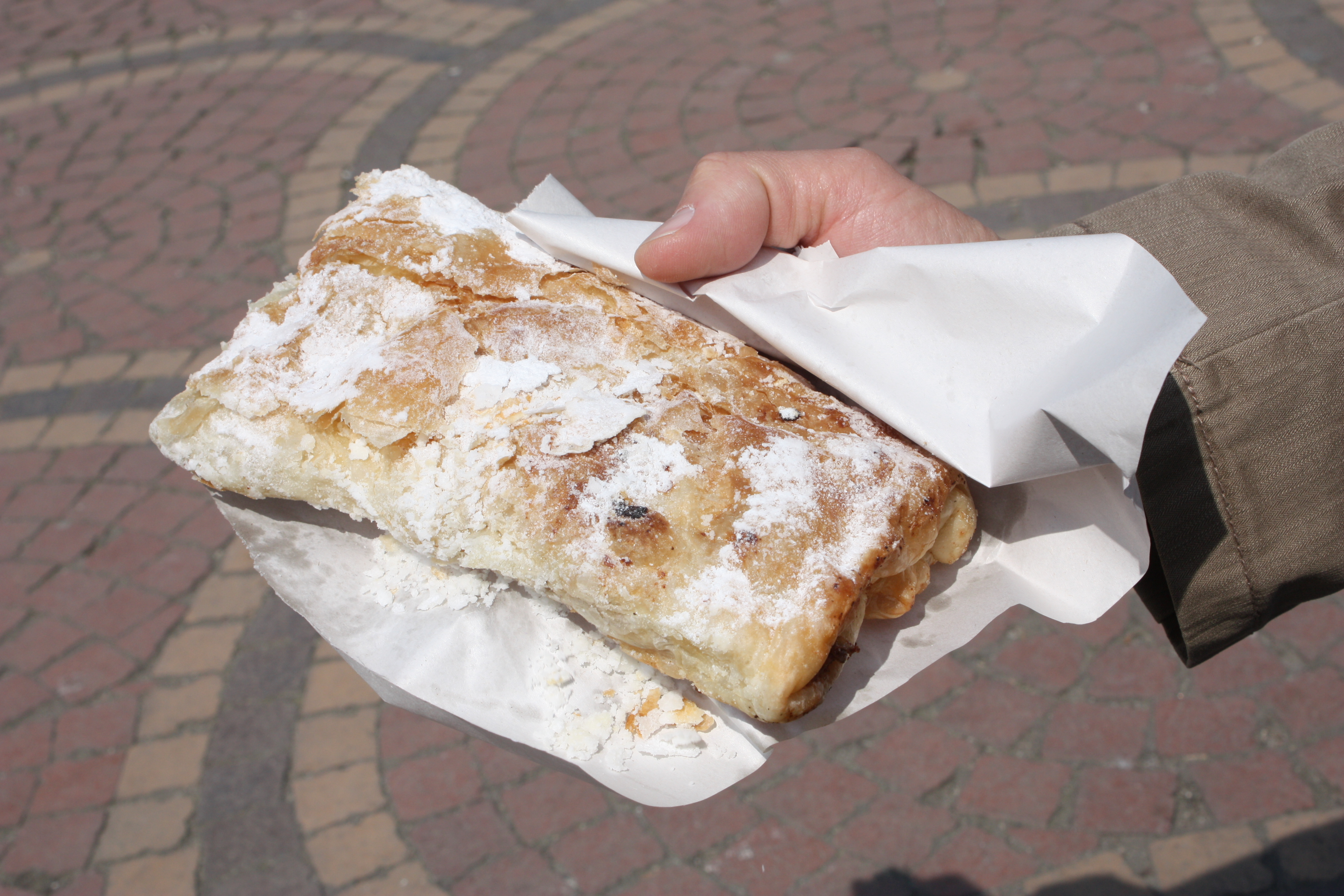
Banitsa consumata per strada (Sofia)

Questo piatto spesso viene servito con ayran o boza. La Banitsa viene servita anche a colazione accompagnata da yogurt.  Può essere consumata calda o fredda. 

## Tradizioni
Tradizionalmente in Bulgaria, in alcune occasioni, soprattutto a Capodanno, nella banitsa vengono nascosti dei portafortuna. Questi possono essere monete o piccoli oggetti simbolici (ad esempio, un piccolo pezzo di ramo di corniolo con un bocciolo, che simboleggia la salute o la longevità). 
Più recentemente, le persone hanno iniziato a scrivere auguri di felicità su piccoli pezzi di carta e ad avvolgerli in carta stagnola. I desideri possono includere felicità, salute o successo durante il nuovo anno (simile ai biscotti della fortuna).